# Au Diable Vauvert
Au Diable Vauvert ist ein wirtschaftlich unabhängiger  französischer Verlag. Er wurde im Jahr 2000 von Marion Mazauric, Philippe Mandilas und Anne Guérand gegründet.

## Firmenname
Der Verlagsname ist ein Wortspiel. Zum einen nimmt er Bezug auf den Firmensitz in der Gemeinde Vauvert bei Nîmes. Zum anderen bedeutet au diable vauvert sprichwörtlich wo Fuchs und Hase sich gute Nacht sagen oder gar am Arsch der Welt.

## Rechtsform
Das Unternehmen ist eine Société à responsabilité limitée mit einem Eigenkapital von 214.100 Euro. Als Geschäftsführerin eingetragen ist Marion Reynaud, die Person dieses Namens ist identisch mit Marion Mazauric.

## Geschichte
Marion Mazauric war Verlagsleiterin bei J’ai lu, bevor sie mit Anne Guérand und Philippe Mandilas den eigenen Verlag gründete. Sitz des Unternehmens ist eine alte Dorfschule in dem Dorf La Laune, einer Teilgemeinde von Vauvert. Inbegriffen sind pro Jahr 20 Writer-in-Residence-Stipendien, unterstützt durch Zuschüsse der Direction régionale des Affaires culturelles. 2006 beschäftigte der Verlag sechs Personen; der Umsatz übertraf in jenem Jahr erstmals den Betrag von einer Million Euro. In sechs Jahren wurden 300.000 Buchexemplare verkauft.
2010 umfasste der Katalog 200 Publikationen. Der Verlag publizierte rund 20 Titel pro Jahr und der Umsatz betrug 1,5 Millionen Euro. Der Verlag publizierte den Roman Un léger passage à vide von Nicolas Rey; im Lauf der Zeit summierte sich die Verkaufszahl dieses Titels auf 80.000 Exemplare.
2011 publizierte Au Diable Vauvert Le Bal des hypocrites von Tristane Banon in einer Auflage von 40.000 Exemplaren – die bis dahin höchste in der Verlagsgeschichte. Zu diesem Zeitpunkt hatte der Verlag 700.000 Buchexemplare verkauft.
2014 belief sich der Umsatz auf 1,052 Millionen Euro.

## Verlagsprogramm
Das Verlagsprogramm deckt eine ganze Anzahl literarischer Gattungen ab. Zum einen verlegt Au Diable Vauvert literarische Romane. Neben französischen prägen hauptsächlich angelsächsische Autoren das Programm. Zum anderen veröffentlicht der Verlag aber auch Streitschriften, Science-Fiction, Kriminalromane und Comics.
Bekannte Autoren des Verlages sind oder waren unter anderem Neil Gaiman, Tao Lin, Pierre Bordage, Douglas Coupland, Régis de Sá Moreira und Ayerdhal. Dessen 2004 erschienener Thriller Transparences erhielt den Prix polar Michel Lebrun und den Grand Prix de l’Imaginaire.
In gleichem Maße werden auch junge Autoren publiziert und gefördert:
- Nicolas Rey erhielt im November 2000 den Prix de Flore für den Roman Mémoire courte.[12]
- Der Verlag verhalf dem Belgier Thomas Gunzig zum Durchbruch, dessen Erstlingsroman Mort d’un parfait bilingue[13] 2001 mit dem belgischen Literaturpreis Prix Victor-Rossel ausgezeichnet wurde.[14]
- 2010 wurde wiederum Nicolas Rey für Un léger passage à vide mit dem Prix Ciné Roman Carte Noire ausgezeichnet.[15]